# Открой глаза!
Кинофестиваль против расизма и ксенофобии «Открой глаза!» — кинофестиваль Российского социал-демократического союза молодёжи (РСДСМ) проходивший в последней декаде марта в 2006—2015 годах в Санкт-Петербурге.
Призов в ходе кинофестиваля не вручается. Вход на кинопоказы свободный. По окончании кинопоказов проходят дискуссии по проблемам, поднятым в фильмах. С 2009 по 2011 годы фестиваль проходил в рамках общественной кампании «Ксенофобии.NET».

## Санкт-Петербург

### 2006 год
В 2006 году фестиваль проходил в офисе Немецко-русского обмена с 21 по 25 марта.

#### Фильмы
| Фильм        | Оригинальное название | Режиссёр       | Страна                                                            |
| ------------ | --------------------- | -------------- | ----------------------------------------------------------------- |
| Ненависть    | La haine              | Матьё Кассовиц | Франция                                                           |
| Мандерлей    | Manderlay             | Ларс фон Трир  | Дания · Швеция · Великобритания · Франция · Германия · Нидерланды |
| Фанатик      | The Believer          | Генри Бин      | США                                                               |
| Столкновение | Crash                 | Пол Хаггис     | США · Германия                                                    |

### 2007 год
В 2007 году фестиваль состоялся 25-27 марта в петербуржском Доме кино. Фестиваль впервые было решено в виде независимого общественного форума, где публике сначала увидеть фильмы антифашистской и антиксенофобской тематики, а затем обсудить их в свободной дискуссии.

#### Фильмы
| Фильм                 | Оригинальное название | Режиссёр         | Страна                                     |
| --------------------- | --------------------- | ---------------- | ------------------------------------------ |
| Отель Руанда          | Hotel Rwanda          | Терри Джордж     | Канада , · Италия, · Великобритания, · ЮАР |
| Мирное время          | Мирное время          | Роман Хавронский | Россия                                     |
| Ясмин                 | Yasmin                | Кеннет Гленан    | Великобритания                             |
| Мы можем быть героями | Bäst i Sverige!       | Ульф Мармрос     | Швеция                                     |
| Двадцать один Моабит  | Twentyone Moabit      | Атилио Менендес  | Германия                                   |

### 2008 год
В 2008 году фестиваль состоялся с 26 по 30 марта в рамках Европейской недели акций против расизма, впервые получив статус международного. Фестиваль вновь прошёл в Доме кино. Организаторами выступили РСДСМ и Немецко-русский обмен.

#### Фильмы
| Фильм         | Оригинальное название | Режиссёр                          | Страна         |
| ------------- | --------------------- | --------------------------------- | -------------- |
| Это - Англия  | This Is England       | Шон Медоуз                        | Великобритания |
| Внук Гагарина | Внук Гагарина         | Андрей Панин, Тамара Владимирцева | Россия         |
| Зозо          | Zozo                  | Джозеф Фарес                      | Швеция         |
| Наци (фильм)  | Führer Ex             | Винфрид Боненгель                 | Германия       |
| Цоци (фильм)  | Tsotsi                | Гейвин Худ                        | ЮАР            |

### 2009 год
В 2009 году фестиваль состоялся с 25 по 29 марта в рамках Европейской недели акций против расизма, получив статус международного. Организатором фестиваля стал РСДСМ, соорганизаторами выступили «Немецко-русский обмен» и Международный ЛГБТ-кинофестиваль «Бок о Бок».
Последний день фестиваля едва не закончился трагедией — милиция предотвратила массовую драку между представителями националистический и антифашистской группировок. Милиционерами были задержаны 18 человек, которым было инкриминировано мелкое хулиганство.

#### Фильмы
| Фильм                         | Оригинальное название      | Режиссёр           | Страна            |
| ----------------------------- | -------------------------- | ------------------ | ----------------- |
| Это свободный мир             | Its A Free World           | Кен Лоуч           | Италия, · Испания |
| Пузырь                        | Ha Buah                    | Эйтан Фокс         | Израиль           |
| Горящая стена                 | The Burning Wall           | Хава Беллер        | США               |
| Дети дождя                    | Les Enfants de la pluie    | Филипп Леклер      | Франция           |
| Антифа: Охотники за бонхедами | Antifa: Chasseurs de skins | Марк-Орель Векшьон | Франция           |

### 2010 год
В 2010 году проходил с 31 марта в кинотеатре «Нева». Организаторами фестиваля выступили РСДСМ, Фонд Фридриха Эберта, Молодёжное отделения диаспоры Таджикистана, Молодёжная правозащитная группа, ЛГБТ-кинофестиваль «Бок о Бок».
Председатель РСДСМ Евгений Коновалов заявил на пресс-конференции накануне открытия фестиваля:
"Фестиваль ориентирован, в основном, на молодое поколение, на людей, которые ещё ищут себя, но уже успели сделать первые шаги в неверном направлении — к насилию. «Мы решили, что именно с помощью искусства можно положительно воздействовать на ребят. Посмотрев фильм, каждый из них начинает задумываться над правильностью своего выбора. А мы, в свою очередь, после каждого показа устраиваем дискуссии на эту тему. Многие из оставшихся на дискуссию, в конечном итоге, сворачивают с неверного пути».

#### Фильмы
| Фильм                | Оригинальное название | Режиссёр                          | Страна                   |
| -------------------- | --------------------- | --------------------------------- | ------------------------ |
| Гран Торино          | Gran Torino           | Клинт Иствуд                      | США, Германия, Австралия |
| Джорджи герл         | Georgie Girl          | Энни Голдсон, Питер Уэллс         | Новая Зеландия           |
| Видеть значит верить | Seeing is believing   | Джой Лозано                       | Канада                   |
| Эксперимент-2        | Die Welle             | Деннис Ганзель                    | Германия                 |
| Все мы люди          | Seres queridos        | Тереса де Пелегри, Доминик Харари | Испания, · Аргентина     |

### 2011 год
В 2011 году фестиваль должен был начаться 31 марта. Перед фестивалем стало известно, что государственные кинотеатры «Дом кино» и «Родина» отказались принять кинофестиваль «по идеологическим причинам». В итоге было решено, что он состоится в Фонде художника Михаила Шемякина.
Председатель РСДСМ Евгений Коновалов заявил по поводу инцидента в интервью «Новой газете»:
«В обоих случаях прозвучала почти одна и та же формулировка: „Антифашистский фестиваль не подходит нам по идеологическим соображениям“. Я получил от директора ОАО „Фестиваль фестивалей“ Александра Мамонова письмо: „Евгений, как я ни бился, но с толерантностью у нас в СПб очень ПЛОХО! Как её не было, так и нет! Кинотеатры категорически отказались от показа фильмов вашей программы — ВЕРХИ не хотят, а низы… тоже не хотят! Ни свободного общества, ни толерантности нет в СПб! Грустно — но факт!“ В устной беседе Мамонов добавил мне, что запретительное распоряжение руководство обоих киноцентров получило из петербургского комитета по культуре».
Но за день до открытия фестиваля директор Фонда Михаила Шемякина был вызван в городскую прокуратуру, после чего фонд разорвал с организаторами кинофорума договор об аренде помещения. Однако организаторы заявили, что надеются провести кинофестиваль в ближайшем будущем.

#### Фильмы
| Фильм                             | Оригинальное название             | Режиссёр          | Страна                     |
| --------------------------------- | --------------------------------- | ----------------- | -------------------------- |
| Россия 88                         | Россия 88                         | Павел Бардин      | Россия                     |
| Молитвы за Бобби                  | Prayers for Bobby                 | Рассел Малкэхи    | США                        |
| Любите меня, пожалуйста           | Любите меня, пожалуйста           | Валерий Балаян    | Россия                     |
| Из Таджикистана в Санкт-Петербург | Из Таджикистана в Санкт-Петербург | Светлана Кенециус | Россия                     |
| Девушка                           | Das Fräulein                      | Андреа Стака      | Швейцария · Германия       |
| Чудесное забвение                 | Wondrous Oblivion                 | Пол Моррисон      | Великобритания, · Германия |

### 2015 год
IX Международный кинофестиваль против расизма и ксенофобии «Открой глаза!» прошёл в Петербурге 27 по 31 мая 2015 года в кинотеатре «Англетер» и на других площадках. Две площадки отказали в приёме фестиваля, несмотря на предварительные договорённости:
«Нам отказали буквально за час до открытия, в «Грибоедове» объяснили, что по техническим причинам, но, когда я счел объяснение сомнительным и попросил раскрыть подробности, сказали, что это не телефонный разговор. А в студии Skypoint сказали, что приходили люди с удостоверениями и настоятельно рекомендовали не предоставлять нам площадки. Это были полицейские, то есть на нас оказывают давление правоохранительные органы» (Сергей Симонов, координатор фестиваля).
Организаторы заявляли о давлении со стороны правоохранительных органов и православных активистов. Фестиваль ознаменовался инцидентом со скандальным депутатом Законодательного Собрания Петербурга Виталием Милоновым: организаторы не впустили его в помещение, а полиция отказалась безосновательно вламываться.
Организаторы фестиваля выделили в этом году четыре основные темы мероприятия: буллинг (групповая травля в подростковой среде, школьной, а также в киберпространстве), проблемы «неграждан» в Прибалтике, права сексуальных меньшинств, права мигрантов и депортированных лиц.

#### Фильмы
| Фильм                          | Оригинальное название | Режиссёр                                   | Страна      |
| ------------------------------ | --------------------- | ------------------------------------------ | ----------- |
| Homevideo (фильм)              | Homevideo             | Киллиан Редхоф                             | Германия    |
| Русским школам быть!           | Krievu skolām būt!    | Александр Гапоненко                        | Латвия      |
| Зови меня «кучу»               | Call me Kuchu         | Малика Зухали-Воралл, Кэтрин Фейрфакс Райт | США, Уганда |
| Вадим. Смерть после депортации | Wadim                 | Карстен Рау, Хауке Вендлер                 | Германия    |

## Вологда
Кинофестиваль «Открой глаза!» прошёл в Вологде с 29 июня по 2 июля 2011 года. Фестиваль был организован совместно Российским социал-демократическим союзом молодёжи совместно с Российским социалистическим движением и Ассамблеей народов России.

### Фильмы
| Фильм                             | Оригинальное название             | Режиссёр          | Страна   |
| --------------------------------- | --------------------------------- | ----------------- | -------- |
| Любите меня, пожалуйста           | Любите меня, пожалуйста           | Валерий Балаян    | Россия   |
| На краю рая                       | Auf der anderen Seite             | Фатих Акин        | Германия |
| Вместе                            | Tillsammans                       | Лукас Мудиссон    | Швеция   |
| Из Таджикистана в Санкт-Петербург | Из Таджикистана в Санкт-Петербург | Светлана Кенециус | Россия   |
| Гонимые судьбой                   | Гонимые судьбой                   | Людмила Сокеркина | Россия   |

## Москва
Кинофестиваль «Открой глаза!» состоялся в Москве 19-22 июня 2007 года